# Джеймс Марапе
Джеймс Марапе (англ. James Marape; нар. 24 квітня 1971) — державний і політичний діяч Папуа Нова Гвінеї. У липні 2007 року став членом Національного парламенту Папуа Нова Гвінеї, представляючи округ Тарі-Порі провінції Гела. 30 травня 2019 року став восьмим прем'єр-міністром Папуа Нової Гвінеї.

## Біографія
Джеймс Марапе належить до народу гулі, одного з найбільших племен і етнічних груп країни. Батько Марапе був пастором Церкви адвентистів сьомого дня, Джеймс Марапе також є адептом. Джеймс Марапе відвідував початкову школу Мінджіу і середню школу адвентистів Кабюфі у високогір'ї Папуа Нова Гвінеї. 1993 року здобув ступінь бакалавра гуманітарних наук в Університеті Папуа Нова Гвінеї, а в 2000 році здобув ступінь магістра наук із захисту навколишнього середовища. З 2001 по 2006 рік виконував обов'язки помічника міністра політики у Департаменті управління персоналом. Марапе одружений з Рейчел Марапе, яка родом із провінції Іст-Сепік. Має шестеро дітей.
В 2002 році Джеймс Марапе вперше спробував обратися до Національного парламенту в окрузі Тарі-Порі від Партії народного прогресу, але голосування у провінції Саутерн-Гайлендс було скасовано через широко поширені випадки насильства. 2003 року знову брав участь у виборах, але програв чинному депутату Тому Томіапе. Джеймс Марапе не погодився з програшем і оскаржив результати виборів у судовому порядку, але програв справу, а подальша апеляція була відхилена.
В 2007 році знову взяв участь у виборах як кандидата від партії Національний альянс і здобув перемогу над Томом Томіапе. Згодом став парламентським секретарем у робочих справах, транспорту і цивільної авіації при прем'єр-міністрі Майклі Сомаре. Також працював заступником голови комітету з привілеїв і членом парламентського реферального комітету з міжурядових відносин. З 16 грудня 2008 по 2 серпня 2011 року був міністром освіти. У лютому 2012 року залишив Партію національного альянсу і приєднався до Народного національного конгресу.
Був переобраний на виборах 2012 року в окрузі Тарі-Порі. Потім був призначений міністром фінансів в уряді Пітера О'Ніла. 2017 року знову був переобраний на виборах, представляючи Народний національний конгрес. 11 квітня 2019 року подав у відставку з посади міністра фінансів, але залишився членом Народного національного конгресу і уряду. Проте, 9 квітня 2019 року Джеймс Марапе вийшов з партії, а Сем Бесіл був призначений міністром фінансів 18 квітня 2019 года. У травні 2019 року був названий потенційним кандидатом для заміни Пітера О'Ніла на посаді прем'єр-міністра. Пітер О'Ніл подав у відставку 29 травня 2019 року, а Джеймс Марапе був обраний прем'єр-міністром 30 травня 2019 року і був приведений до присяги пізніше в той же день.